# 영불 협상

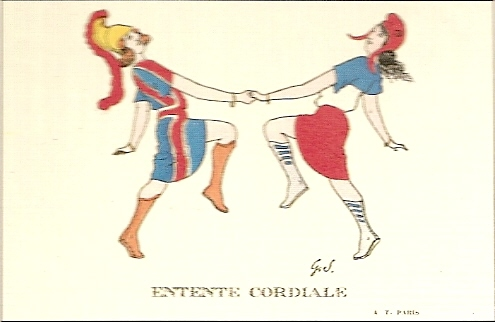
1904년 프랑스에서 제작된 영불 협상 타결 기념 엽서. 브리타니아(왼쪽)와 마리안(오른쪽)이 춤을 추고 있는 모습이 그려져 있다.

영불 협상(英佛 協商, Entente Cordiale)은 1904년 4월 8일 영국과 프랑스가 공동의 적이었던 독일 제국의 진출을 방지하기 위해 식민지에 관해서 맺은 협상이다.
이 협상은 이집트와 모로코를 비롯하여 뉴펀들랜드섬, 서아프리카, 시암(현재의 태국), 마다가스카르, 뉴헤브리디스 제도(현재의 바누아투) 등 양국의 분쟁 지역을 원만하게 해결한 협상이다. 협상의 핵심은 이집트에 있어서의 영국의 우월권(優越權)을, 모로코에 있어서의 프랑스의 우월권을 서로 승인하는 데 합의한 것이었다. 이 협상은 러불 동맹, 영러 협상과 함께 삼국 협상을 형성하는 계기가 된다.

## 같이 보기
- 영국-프랑스 관계
- 올드 동맹
- 제1차 세계 대전의 원인
- 제1차 세계 대전의 외교사
- 제2차 세계 대전의 외교사
- 프랑스의 대외 관계
- 프랑스-영국 연합